# Problem
Pour la chanson homonyme d'Ariana Grande, voir Problem (chanson d'Ariana Grande).
Singles de Natalia Kills
Lights Out (Go Crazy)
(2012) Saturday Night
(2013)
Pistes de Trouble
Television
(1) Stop Me
(3)
Problem est une chanson de l’artiste anglaise Natalia Kills. Il s’agit du premier single issu de son deuxième album studio, Trouble. Le morceau est écrit par Kills, Jeff Bhasker, Guillaume Doubet ainsi que par Sky Montique et est produit par Doubet et Bhasker, qui a également contribué aux chœurs. Conçu à partir d’un modèle pop rock superposé avec des éléments de garage rock et musique industrielle, le titre a bien été accueilli par les critiques contemporaines qui lui ont donné pour la plupart des évaluations positives et l’ont souvent glorifié pour être un « hymne au strip-tease ». Après le piratage de la version démo du morceau, Kills interprète pour la première fois la chanson, lors d'un concert au Bar Industry de New York, le 12 octobre 2012. Composée avec un tempo dissimilaire aux précédents singles de Kills, Problem comporte une transition musicale parlée et des refrains. Au niveau des paroles, elle évoque ses années adolescentes, plutôt « intrépides », et l’existence de relations avec ses amants aux mauvais comportements de l’époque.
Le vidéoclip musical l'accompagnant a été publié le 24 juin 2013 et a été tourné dans les rues de Los Angeles un mois plus tôt. Coréalisé par Kills, celui-ci fait renaître les premières années de la chanteuse passées à Hollywood. Prenant place dans différents endroits, comme la chambre d’un motel, Kills est montrée avec son compagnon fictif, joué par le mannequin Adonis Bosso, en train de réaliser de multiples actions dangereuses et explicites.

## Développement
Le 11 septembre 2012, lors d’une entrevue filmée pour le site web de mode Swagger New York, un fond musical était utilisé pour illustrer le contenu ,. Celui-ci était alors suspecté d’être la version instrumentale du morceau Problem. Par la suite, cette rumeur a été confirmée le 17 octobre, lorsque la chanteuse a interprété pour la première fois le titre, notamment avec Controversy, un autre morceau issu de l’album, lors d’un concert donné dans l'enceinte de la boite de nuit Industry, située à New York. Un mois plus tard, le 4 novembre, Kills a publié sur Twitter une photo montrant une partie des paroles de la chanson, accompagnée par le commentaire « That girl is a problem... » , gimmick du titre répété lors du refrain. Le 6 mars 2013, l’interprète a décidé d’annoncer officiellement la sortie du single en laissant le message « 6 jours », encore une fois sur Twitter, avec la pochette qui a été conçue par la photographe Natalia Mantini . Kills a continué dans la promotion du single en envoyant le message « 5 jours » le lendemain, avec un lien vers une bande-annonce dans laquelle la chanteuse peut être observée lors de la séance photo réalisée pour la pochette avec l’introduction de la chanson en fond musical . Le 8 mars 2013, le blogueur américain Perez Hilton, en accord avec l’artiste, a dévoilé l’intégralité de Problem par le biais de son blog .

## Composition
Problem est une chanson d'une durée de trois minutes et de quarante-trois secondes. Il s'agit d'une piste à cheval entre le genre pop rock et le garage rock, mélangeant des éléments de musique industrielle, de drum and bass, de rock électronique et de post-grunge. On y trouve des guitares électriques, des « voix filtrées, une attitude hardcore et des paroles impertinentes » . Des métaphores mêlant drogue et connotations à caractère sexuel sont faites dans le premier couplet du titre, lorsque Kills évoque Rizla qui est une marque de papier fréquemment utilisée pour rouler des joints de marijuana et se compare à une cigarette en feu, notamment à travers la ligne « Lèche-moi comme si que tu roulais des Rizlas / Je suis en feu / Approche et recrache-moi ». Lors du refrain, Kills implore son amant de la rendre littéralement folle, de façon plus sensuelle. Une référence directe à la pièce de théâtre Macbeth de William Shakespeare, tout particulièrement au verset « Double, double toil and trouble », est aussi faite lorsque la chanteuse prononce et répète la phrase gimmick « That girl is a problem / Girl is a problem / Girl is a problem, problem ». Pendant le deuxième couplet, elle fait référence à la tribu des Vandals, provenant de l’est-germanique. Il s’agit de l’un des groupes qui ont saccagé l’Empire romain. Ainsi, Kills demande à son amant s’il veut explorer son corps « profondément ». À travers le passage « Ne veux-tu pas sauver cette sale petite demoiselle ? », se trouvant à la fin du second verset, l’interprète utilise un archétype qui est celui de l’inversion du cas de la demoiselle en détresse. Il s’agit d’un thème classique dans la littérature mondiale, l’art, le cinéma mais aussi les jeux vidéo. Habituellement, une belle jeune femme est placée dans une situation terrible par un méchant ou un monstre et nécessite l’aide d’un héros pour venir à sa rescousse. Toutefois, Kills est ici le « problème », non pas la victime impuissante.
Enfin, le pont met en avant l’enfer, bien qu’il s’agisse en réalité d’une référence au fait que la chanteuse avait été impliquée pendant quelques années dans une secte religieuse lors de son adolescence. Elle dit que l’action qu’elle souhaite entreprendre n’est rien d’autre que du « sexe à l’état pur, brut et sale », qu’il n'y a pas de sens affectif réel et utilise essentiellement son amant pour des aventures sexuelles.

## Crédits
- Natalia Kills — chant, composition
- Jeff Bhasker — production, composition
- Guillaume Doubet — composition, production
- Sky Montique — composition

Les crédits musicaux sont issus du livret de l'album Trouble .

## Liste des éditions
- Numérique [9]

1. Problem – 3:43

## Classements
| Classement (2013)             | Meilleure position |
| ----------------------------- | ------------------ |
| Pays-Bas (Nederlandse Top 40) | 78                 |

## Historique de sortie
| Pays  | Date         | Format                   |
| ----- | ------------ | ------------------------ |
| Monde | 12 mars 2013 | Téléchargement numérique |